# 伯答儿
伯答儿（？—1300年），元朝初年将领，阿速部人。
其父阿答赤在征伐南宋时遇害，忽必烈赐其家白金五百两、钞三千五百贯，并镇巢降民一千五百三十九户，伯答儿袭父职千户，佩金符。河平王昔里吉之乱，忽必烈命令伯答儿领阿速军一千征伐，与瓮吉剌只儿瓦台军在押里交战，与药木忽儿军在秃剌（土拉河）及斡鲁欢（鄂尔浑河）之地交战。至元十五年（1277年）春，抵达伯牙之地，与赤怜军合战。五月，驻兵呵剌牙，与外剌台、宽赤哥思等军合战。其大将塔思不花砍木为栅，积石为城，以拒元军。伯答儿督军先登克城，伯答儿右腿中箭，别吉里迷失将他的功劳上奏，赏白金。至元二十年（1283年），授虎符、定远大将军、后卫亲军都指挥使，兼右阿速衛事，充阿速拔都达鲁花赤。至元二十二年（1285年），征别失八里，驻军在亦里浑察罕儿之地，与秃呵、不早麻军交战，有功。至元二十六年（1289年），征杭海（杭爱山），大军缺粮，其母乃咬真将自己的钱财、畜牧等供给军食。忽必烈听说後嘉賞他白金、貂裘、弓矢、鞍轡等，賜銀坐椅。大德四年（1300年），伯答儿去世。
长子斡罗思，次子福定，袭职，官至怀远大将军，改右阿速卫达鲁花赤，兼管后卫军。至大四年（1311年），兄都丹充右阿速卫都指挥使；福定复职后卫，升枢密同佥，领军一千守迁民镇，不久改授定远大将军、佥枢密院事、后卫亲军都指挥使，提调右卫阿速达鲁花赤。次年，进资善大夫、同知枢密院事。后至元年间，进知枢密院事。